# Jan Schröder (wielrenner)
Jan Schröder (Koningsbosch, 16 juni 1941 – Koningsbosch, 4 januari 2007) was een Nederlandse profwielrenner die aan weg- en baanwedstrijden deelnam. 

## Biografie
Schröder won zijn eerste professionele race in 1961, toen hij de Omloop der Kempen won, waarbij hij Henk Nijdam en Adriaan Biemans in de sprint te snel af was. Een jaar later was hij de snelste in de Ster van Zwolle. Zijn derde en laatste overwinning in het profwielrennen kwam in 1966, toen hij het criterium van Enter won. 
In zijn verdere carrière behaalde hij nog drie tweede plaatsen en drie derde plaatsen in profwedstrijden op de weg. 
In het latere deel van zijn carrière, in 1976, won hij nog een zilveren medaille bij de individuele achtervolging  bij de Nederlandse baankampioenschappen. 
Jan Schröder stierf op 4 januari 2007 in zijn woonplaats Koningsbosch op 65-jarige leeftijd.

## Palmares
1961
- 1e in Omloop van de Kempen

1962
- 2e in Ronde van Noord-Holland
- 1e in Ster van Zwolle
- 3e in Ronde van Limburg

1964
- 3e in Criterium Simpelveld
- 3e in Criterium Rijen

1966
- 1e in Criterium Enter

1967
- 2e in Criterium Buggenhout
- 2e in Criterium Neerbeek

1976
- 2e in de individuele achtervolging bij de Nederlandse kampioenschappen baanwielrennen.

## Resultaten in voornaamste wedstrijden
| Jaar | Amstel Gold Race |
| ---- | ---------------- |
| 1966 | 15e              |
| 1967 | 25e              |